# Митищинський міський округ
Мити́щинський міський округ (рос. Мытищинский городской округ) — муніципальне утворення на північному сході Московської області Росії.
Адміністративний центр — місто Митищі.

## Населення
Населення округу становить 248008 осіб (2019; 203364 у 2010, 186029 у 2002).

## Історія

### Радянський період
Митищинський район утворений 12 липня 1929 року у складі Московського округу Московської області. До його складу увійшли міста Митищі, Лосиноостровськ, смт Ізмайловський, Ізмайловський Звіринець, Калінінський, Пироговський, Сталінський, Старі Горки, Текстильщик, сільради колишнього Московського повіту Московської губернії:
- з Комуністичної волості — Ватутінська, Медведковська, Сгонниківська
- з Пролетарської волості — Болшевська, Велико-Митищинська, Костинська, Мало-Митищинська, Перлово-Майнинська, Рупасовська, Тайнинська, Тарасовська, Черкізовська, Шараповська, Ядреєвська
- з Пушкінської волості — Болтинська, Коргашинська, Пироговська

4 жовтня 1932 року до складу Москви передані Велико-Митищинська, Перлово-Тайнинська, Рупасовська та Шараповська сільради. 2 березня 1933 року до складу Москви передано смт Ізмайловський та Ізмайловський Звіринець. 27 лютого 1935 року з Комуністичного району передано смт Дирижаблестрой, сільради Алтуф'євську, Беляніновську, Бібірьовську, Верхньо-Лихоборську, Виноградовську, Котовську, Ліхачовську, Новоархангельську, Сабуровську, Слободську та Троїцьку, Медведковська сільрада перейменована в Райово-Медведковську. 19 жовтня 1937 року смт Дирижаблестрой перейменовано в Долгопрудний. 3 листопада 1938 року утворено смт Болшево, Ліанозово, Челюскінський та Черкізово, 26 грудня утворено смт Бескудниково, Вагоноремонт, Костино, ліквідовано Костинську сільраду, смт Калінінський перетворено в місто Калінінград. 4 січня 1939 року до новоутвореного Краснополянського району передано смт Бескудниково, Вагоноремонт, Долгопрудний, Ліанозово, сільради Алтуф'євську, Бібірьовську, Верхньо-Лихоборську, Виноградовську, Котовську, Ліхачовську, Новоархангельську, Слободську та Троїцьку; 21 серпня смт Костино перетворено у місто, 19 вересня місто Лосиноостровський перейменовано в Бабушкін.
20 червня 1940 року смт Старі Горки включено до складу смт Сталінський, смт Челюскінський включено до складу смт Черкізово, ліквідовано Болшевську та Черкізовську сільради.
11 жовтня 1952 року місто Митищі отримало статус обласного та виведене зі складу району. 2 лютого 1953 року місто Бабушкін отримало статус обласного та виведене зі складу району. 14 червня 1954 року ліквідовано Болтинську, Ватутінську, Мало-Митищинську, Пироговську, Сабуровську та Ядреєвську сільради, Райово-Медведковська сільрада перейменована в Медведковську. 10 лютого 1955 року зі складу Пушкінського району передано Жостовську та Звягінську сільради. 6 грудня 1957 року з ліквідованого Пушкінського району передано місто Красноармійськ, смт Ашукіно, Завіти Ілліча, Зеленоградський, Клязьма, Лісний, Мамонтовка, Правдинський, сільради Альошинську, Братовщинську, Жуковську, Клинниковську, Луговську, Матюшинську, Первомайську, Путиловську, Пушкінську та Царьовську. 30 червня 1958 року село Софріно отримало статус смт, 12 вересня смт Софріно отримало статус обласного та виведене зі складу району. 31 липня 1959 року ліквідовано Альошинську, Беляніновську та Путиловську сільради, Матюшинська сільрада перейменована в Степаньковську, Клитнниковська сільрада перейменована в Талицьку.
18 серпня 1960 року Митищинський район розділено на дві частини:
- одна частина перейменована в Калінінградський район, центр перенесено до міста Калінінград, яке отримало статус обласного та виведене зі складу району, до складу району повернуто смт Софріно, місто Костино приєднано до міста Калінінград; до складу району увійшли місто Красноармійськ, смт Ашукіно, Болшево, Завіти Ілліча, Зеленоградський, Клязьма, Лісний, Мамонтовка, Правдинський, Софріно, Сталінський, Текстильщик, Черкізово, сільради Братовщинська, Жуковська, Звягінська, Луговська, Первомайська, Пушкінська, Степаньковська, Талицька, Тарасовська, Царьовська
- друга частина передана у Московське підпорядкування як Митищинський район, при цьому Медведковська сільрада включена до складу Москви, утворено Тишковську сільраду, зі складу Хімкинського району передано смт Шереметьєвський, сільради Виноградовську, Красногорську, Сухаревську та Федоскинську, зі складу Дмитровського району передано Протасовську сільраду.

2 березня 1961 року ліквідовано Тайнинську сільраду, 11 листопада Митищинський район передано до складу Московської області. 1 лютого 1963 року утворено Митищинський сільський район, а 13 січня 1965 року відновлено старий у складі міста Лобня, смт Красна Поляна, Пироговський, сільрад Виноградовської, Жостовської, Коргашинської, Красногорської, Протасовської, Сгонниківської, Сухаревської, Тишковської та Федоскинської; 21 березня Тишківська сільрада передана до складу Пушкінського району.
14 березня 1975 року місто Лобня отримало статус обласного і виведене зі складу району, до його складу також увійшло смт Красна Поляна.
19 березня 1984 року у Московське підпорядкування передано територію площею 7 км² — східна частина міста Долгопрудний, селище Ільїнський, південно-східна частина села Виноградово та присілок Новоархангельське. 11 грудня до складу Москви увійшла територія площею 11 км² — смт Сєверний, селище Ільїнський та присілок Новоархангельське.

### Сучасний період
1994 року усі сільради перетворено в сільські округи.
1 лютого 2001 року місто Митищі втратило статус обласного та повернуто до складу району. 23 листопада 2010 року селище Новонекрасовський було передане до складу Дмитровського міського округу.
23 вересня 2015 року Митищинський район перетворено в міський округ, при цьому Митищинське і Пироговське міські та Федоскинське сільське поселення ліквідовано, 16 листопада смт Пироговський передано до складу міста Митищі.

## Склад
| Населений пункт                                              | Населення, осіб (2002) | Населення, осіб (2010) |
| ------------------------------------------------------------ | ---------------------- | ---------------------- |
| Аббакумово, присілок                                         | 132                    | 102                    |
| Аксаково, присілок                                           | 632                    | 591                    |
| Афанасово, присілок                                          | 313                    | 336                    |
| Біляниново, присілок                                         | 810                    | 1945                   |
| Болтино, присілок                                            | 156                    | 203                    |
| Борець, селище                                               | 28                     | 38                     |
| Бородіно, присілок                                           | 134                    | 256                    |
| Бяконтово, присілок                                          | 0                      | 6                      |
| Велика Чорна, присілок                                       | 78                     | 94                     |
| Велике Івановське, присілок                                  | 33                     | 29                     |
| Виноградово, село                                            | 96                     | 101                    |
| Високово, присілок                                           | 79                     | 123                    |
| Вітеньово, присілок                                          | 61                     | 48                     |
| Вьошки, присілок                                             | 231                    | 92                     |
| Вьошки, селище                                               | 378                    | 966                    |
| Голенищево, присілок                                         | 0                      | 21                     |
| Горки, присілок                                              | 50                     | 33                     |
| Грибки, присілок                                             | 100                    | 124                    |
| Данилково, присілок                                          | 549                    | 371                    |
| Долгиніха, присілок                                          | 18                     | 16                     |
| Драчово, присілок                                            | 17                     | 27                     |
| Єрьомино, присілок                                           | 218                    | 253                    |
| Жостово, присілок                                            | 557                    | 505                    |
| Жостово, селище                                              | 335                    | 340                    |
| Здравниця, селище                                            | 747                    | 940                    |
| Зимино, присілок                                             | 38                     | 38                     |
| Капустино, присілок                                          | 44                     | 51                     |
| Кардо-Лента, селище                                          | 13                     | 5                      |
| Коргашино, присілок                                          | 184                    | 229                    |
| Красна Горка, присілок                                       | 237                    | 300                    |
| Крюково, присілок                                            | 42                     | 28                     |
| Ларьово, присілок                                            | 30                     | 64                     |
| Лисково, присілок                                            | 48                     | 130                    |
| Ліспаркхоза Клязьмінський, селище                            | 94                     | 85                     |
| Льотчик-Іспитатель, селище                                   | 1                      | 14                     |
| Мале Івановське, присілок                                    | 9                      | 12                     |
| Манюхино, присілок                                           | 103                    | 99                     |
| Марфино, село                                                | 3718                   | 4234                   |
| Мебельної фабрики, селище                                    | 493                    | 0                      |
| Менжинець, селище                                            | 5                      | 20                     |
| Митищі, місто                                                | 159900                 | 173160                 |
| Муракіно, присілок                                           | 6                      | 10                     |
| Нагорне, селище                                              | 260                    | 250                    |
| Ніколо-Прозорово, селище                                     | 11                     | 39                     |
| Нікульське, присілок                                         | 70                     | 86                     |
| Новоалександрово, присілок                                   | 81                     | 73                     |
| Новоалександрово, селище                                     | 48                     | 64                     |
| Новогрязново, присілок                                       | 43                     | 32                     |
| Новосельцево, присілок                                       | 261                    | 97                     |
| Осташково, присілок                                          | 100                    | 84                     |
| Пестово, селище                                              | 265                    | 211                    |
| Пирогово, присілок                                           | 553                    | 628                    |
| Пирогово, селище                                             | 0                      | 423                    |
| Пироговський, селище міського типу                           | 6260                   | 6674                   |
| Пироговського лісопарка, присілок                            | 12                     | 26                     |
| Питимника «Марк», селище                                     | 0                      | -                      |
| Підрізово, присілок                                          | 64                     | 99                     |
| Повідники, присілок                                          | 0                      | -                      |
| Повідники, селище                                            | 2215                   | 2363                   |
| Погорілки, присілок                                          | 121                    | 179                    |
| Подольніха, присілок                                         | 10                     | 27                     |
| Покровська Гора, селище                                      | 16                     | 8                      |
| Посідкино, присілок                                          | 3                      | 11                     |
| Протасово, присілок                                          | 133                    | 145                    |
| Прусси, присілок                                             | 8                      | 22                     |
| Птицефабрики, селище                                         | 155                    | 174                    |
| Пчолка, присілок                                             | 30                     | 36                     |
| Рождественно, присілок                                       | 17                     | 32                     |
| Рум'янцево, присілок                                         | 19                     | 60                     |
| Свиноїдово, присілок                                         | 85                     | 134                    |
| Свиноїдово, селище                                           | 57                     | 43                     |
| Сгонники, присілок                                           | 158                    | 179                    |
| Семенищево, присілок                                         | 27                     | 35                     |
| Семкино, присілок                                            | 24                     | 159                    |
| Совхоза «Марфино», присілок                                  | 451                    | 453                    |
| Сорокино, присілок                                           | 388                    | 256                    |
| Степаньково, присілок                                        | 18                     | 56                     |
| Сумароково, присілок                                         | 54                     | 57                     |
| Сухарево, присілок                                           | 220                    | 452                    |
| Терпигор'єво, присілок                                       | 49                     | 70                     |
| Торфоболото, селище                                          | 33                     | 63                     |
| Троїце-Сельцо, присілок                                      | 43                     | 113                    |
| Троїцьке, село                                               | 81                     | 136                    |
| Трудова, селище                                              | 62                     | 135                    |
| Туристичеський Пансіонат «Клязмінське водохранилище», селище | 1295                   | 1520                   |
| Ульянково, присілок                                          | 207                    | 209                    |
| Федоскино, село                                              | 83                     | 219                    |
| Фелісово, присілок                                           | 8                      | 6                      |
| Фоминське, присілок                                          | 4                      | 25                     |
| Хлябово, присілок                                            | 38                     | 116                    |
| Ховрино, присілок                                            | 247                    | 169                    |
| Челобитьєво, присілок                                        | 466                    | 409                    |
| Чиверьово, присілок                                          | 168                    | 161                    |
| Шолохово, присілок                                           | 100                    | 163                    |
| Юдино, присілок                                              | 182                    | 91                     |
| Юр'єво, присілок                                             | 9                      | 53                     |